# Bruno Cercley
 (avril 2021).
Bruno Cercley, né le 9 novembre 1959 à Moscou, est depuis février 2024 le cofondateur de Mountain Change Makers.

## Biographie
Après une formation d'ingénieur aéronautique à l'École supérieure des techniques aéronautiques et de construction automobile (ESTACA promotion E1985), Bruno Cercley a occupé des fonctions commerciales et de direction générale dans l'industrie des matériaux (Owens Corning, Atochem, Saint-Gobain) avant de rejoindre en janvier 2002 le groupe Rossignol, leader mondial de l'équipement de sport d'hiver, comme Directeur général puis Président du directoire.  Le groupe est cédé en 2005 à Quiksilver puis remis en vente en 2008. Rossignol est racheté le 12 novembre 2008 par un consortium « Chartreuse et Mont Blanc » dirigé par Bruno Cercley et auquel participent Macquarie, banque australienne et Jarden, groupe industriel américain[réf. souhaitée].
Nommé PDG, Bruno Cercley entreprend de redresser le groupe et engage de vastes restructurations. Ce sera bénéfique jusqu'au milieu des années 2010 où le groupe va toujours mal. L'actionnariat est reconfiguré en 2013 avec l'arrivée d'Altor (Norvège) et en 2018 avec celle d'IDG (Chine), le groupe Rossignol essaye de continuer de grandir sur ses 3 piliers : l'équipement de Sport d'hiver (alors 70 % du CA), le vélo (10 % du CA) et le textile (20 % du CA, en progression). En février 2021 il a cédé la direction opérationnelle du groupe à Vincent Wauters.
Bruno Cercley devient Président d'Aqua Lung Group en juin 2022. 
Bruno Cercley a reçu les insignes de Chevalier de la Légion d'Honneur le 8 octobre 2011 des mains de Bernard Accoyer, Président de l'Assemblée Nationale. Il est  conseiller de la Banque de France en Isère, administrateur de Chartreuse Diffusion, membre de l'advisory board de EuroAgencyGroup[source secondaire souhaitée]. Il est également parrain de l'association Sport dans la Ville[source secondaire souhaitée].